# Johan van Lom (burgemeester)
Johan van Lom (Venlo, voor 1465 – aldaar, 24 maart, 1538 of 1539), ook wel Johan van Lomme, bijgenaamd de Oude, was een politicus en filantroop in zijn geboortestad.

## Carrière
Tussen 1499 en 1503 was Van Lom schout in Venlo, en van 1517 tot 1538, tijdens de Gelderse Oorlogen, schepen in Roermond. Ook was hij burgemeester in 1507 en peijburgemeester in 1516 en 1527. Verder is hij bekend als filantroop, verbonden aan verschillende religieuze instellingen nabij Roermond en Venlo.

## Familieleven
Johan was de zoon van Johan van Lom en Elizabeth van Stalbergen, dochter van Gerard van Stalbergen junior en Aleidis van Eijll. Voor 1500 trouwde Van Lom met Katharina. Later trouwde hij met Margareth van Verningen, weduwe van Herman Heesmans. Volgens Molhuysen en Blok had Johan alle kinderen met Katharina gekregen:
- Johan van Lom (bijgenaamd de jonge), trouwde met Eva van Baerle, dochter van Emont van Baerle, drost van Krieckenbeck, en Agnes van Eijll.
- Mechtildis van Lom, getrouwd met de schout van Roermond Dederick (Dirk) van Cruchten junior, zoon van  Dederick van Cruchten senior en Catharina Hillen.
- Catherina van Lom, die zuster werd in klooster Mariadal. In 1540 was zij procuratrix van dat klooster.
- Gertruid van Lom